# Lorenz von Stein
Lorenz von Stein (18 de noviembre de 1815 - 23 de septiembre de 1890) fue un influyente economista, sociólogo, y funcionario alemán, nacido en Eckernförde. Como consejero del emperador japonés del periodo, sus visiones liberales influyeron en la redacción de la constitución de la era Meiji en ese país. 

## Biografía
Stein estudio filosofía y derecho en las Universidades de Kiel, París y Jena llegando a ser profesor en la de Kiel (1846-1851), pero su abogacía por la independencia de su nativo Schleswig - a la sazón parte de Dinamarca- ocasionó su expulsión del cargo.
En 1840 obtuvo una beca del gobierno prusiano para estudiar los movimientos socialista y comunista franceses y para secretamente obtener información sobre los grupos clandestinos de exiliados alemanes de París. Fruto de esta investigación fue el libro Socialismo y comunismo de la Francia contemporánea (Der Socialismus und Communismus des heutigen Frankreichs. Ein Beitrag zur Zeitgeschichte) publicado en Leipzig dos años después, y que fue alabado por Marx y Engels por intentar «exponer el entronque entre la literatura socialista y el desarrollo real de la sociedad francesa». El libro, que en la actualidad sigue siendo valorado como «seguramente la mejor síntesis del socialismo de la época», tuvo una enorme difusión especialmente en los medios intelectuales, aunque muchos obreros también lo leyeron, convirtiéndose gracias a sus numerosas reediciones —en las que se incluyeron referencias al socialismo en Alemania— en el principal instrumento de conocimiento de las doctrinas socialista y comunista en los Estados alemanes —al tener el aval «oficial» del gobierno prusiano no fue perseguido—.
En 1846 Stein publicó su Historia de los Movimientos Sociales Franceses desde 1789 hasta el Presente (1850) en el cual introduce el término Movimiento social al vocabulario académico.
Stein entiende un Movimiento Social como, básicamente, una aspiración de sectores sociales (clases) de lograr influencia sobre el Estado, debido a las desigualdades en la economía. Así por ejemplo, la aspiración del proletariado a lograr representación en los sistemas de gobierno. El libro ha sido traducido al inglés (por ejemplo, Bedminster Press in 1964) pero no totalmente al castellano.
Desde 1855 hasta su retiro en 1885, von Stein fue profesor en la Universidad de Viena. Su trabajo en ese periodo es considerado la base teoretica de las ciencias de la Administración Pública a nivel internacional. También es muy influyente en asuntos de finanzas públicas o fiscales.
En 1882, Itō Hirobumi, Primer ministro japonés de la época viajó con un grupo de sus colegas a Europa a estudiar los sistemas de gobierno de ese continente. El consejo de von Stein a esa delegación fue que tanto el sufragio universal como los partidos políticos debían ser evitados. En su concepción, el Estado debe estar por sobre la sociedad y su propósito deber ser introducir reformas sociales, las que deben ser implementadas desde la monarquía al resto de la sociedad.

## Obra
Von Stein introdujo el concepto de sociología como ciencia (die Wissenschaft der Gesellschaft) aduciendo que la conciencia de la época empezaba a darse cuenta de que el poder del Estado es un instrumento para entender y mejorar la sociedad. A fin de lograr lo anterior, von Stein recurrió a la dialéctica de Hegel en estudios de las áreas de administración pública y economía nacional a fin de lograr una comprensión sistemática de esas áreas, a pesar de lo cual no omitió los aspectos históricos. 
Von Stein analizó la estructura del estado y delineó una interpretación económica de la historia que incluye conceptos tales como clases; proletariado y lucha de clases pero rechazó la revolución como solución. En su visión, el estado o la sociedad ha sido dividida debido a la aparición de clases sociales, las que buscan controlar el estado en función de sus propios intereses, esto lleva fácilmente a un estado dictatorial (el que representa los intereses de una clase o sector sobre los de otros) impuesto a través de una revolución. La solución, en su opinión, no es otra revolución, que solo implicaría la imposición de los intereses de otra clase por sobre los de la sociedad en su conjunto, sino un estado que esté por encima de los intereses de todas las clases o sectores sociales. Ese estado (concretizado en una "Monarquía Social") actuaría en el interés común, introduciendo las reformas necesarias para evitar desorden y confrontación social.
Las ideas de von Stein dieron origen a la propuesta del Estado Social, que puede ser definido -en sus términos- como un estado que inicie una reforma a fin de mejorar la calidad de la vida de las clases "bajas", evitando así, en sus palabras, "el proceso de las clases que buscan ascender socialmente" (der soziale Prozeß der aufsteigenden Klassenbewegung).
A pesar de la similitud de esas ideas con las del marxismo, la extensión de la influencia de von Stein sobre Karl Marx es debatible. Marx muestra, a través de algunas citas, Marx (carta a Joseph Weydemeyer, del 5 de marzo de 1852) :

...no me cabe el mérito de haber descubierto la existencia de las clases en la sociedad moderna ni la lucha entre ellas. Mucho antes que yo, algunos historiadores burgueses habían expuesto ya el desarrollo histórico de esta lucha de clases y algunos economistas burgueses la anatomía económica de estas. Lo que yo he aportado de nuevo ha sido demostrar: 1) que la existencia de las clases sólo va unida a determinadas fases históricas de desarrollo de la producción; 2) que la lucha de clases conduce, necesariamente, a la dictadura del proletariado; 3) que esta misma dictadura no es de por sí más que el tránsito hacia la abolición de todas las clases y hacia una sociedad sin clases...

también, La ideología alemana que él era consciente de su influyente obra (por ejemplo, sobre el pensamiento comunista en Francia). En la otra dirección, y a pesar de que von Stein menciona algunas veces a Marx, la influencia parece ser menos probable.

## Publicaciones
- Der Sozialismus und Communismus des heutigen Frankreich, Leipzig 1842, segunda edición, 1847.
- Die sozialistischen und kommunistischen Bewegungen seit der dritten französischen Revolution, Stuttgart, 1818.
- Geschichte der sozialen Bewegung in Frankreich von 1789 bis auf unsere Tage, Leipzig, 1850, 3 volúmenes.
- Geschichte des französischen Strafrechts, Basilea, 1847.
- Französische Staats- und Rechtsgeschichte, Basilea, 1846- 1848, 3 volúmenes.
- System der Staatswissenschaft, Volume 1: Statistik, Basilea, 1852; Volumen 2: Gesellschaftslehre, Basilea, 1857.
- Die neue Gestaltung der Geld- und Kreditverhältnisse in Österreich, Vienna, 1855.
- Lehrbuch der Volkswirtschaft, Vienna, 1858; tercera edición bajo el título Lehrbuch der Nationalökonomie,1887.
- Lehrbuch der Finanzwissenschaft, Leipzig, 1860; quinta edición, 1885 - 1886, 4 volúmenes.
- Die Lehre vom Heerwesen, Stuttgart, 1872.
- Verwaltungslehre, Stuttgart, 1865- 1884, 8 volúmenes.
- Handbuch der Verwaltungslehre, Stuttgart, 1870; tercera edición, 1889, 3 volúmenes.